# Gordon's Gin
Gordon’s London Dry Gin er et af de mere kendte Gin-mærker og er officiel leverandør til det engelske kongehus. Ginen er blevet produceret siden 1769 i London, og ejes i dag af den britiske virksomhed Diageo. Alkohol procenten er på 37,5 – 47,3 % vol. 